# Apache Mobile Filter
Apache Mobile Filter è un modulo Open Source per Apache creato da Idel Fuschini, che permette agli sviluppatori web di avere le informazioni sulle caratteristiche dei dispositivi mobili.

## Caratteristiche
Al momento dell'avvio del server il modulo mobile carica il device repository di WURFL precedentemente scaricato oppure direttamente dal sito ufficiale, una volta completato il caricamento il modulo identifica il dispositivo mobile e restituisce come variabili d'ambiente le sue caratteristiche.
Durante il tempo si sono aggiunti altri moduli che si agganciano al modulo base, come l'Image Rendering, Carrier Detection.

## Piattaforme supportate
Il modulo si basa su una libreria mod perl2, una volta caricata, qualsiasi altro linguaggio web può utilizzarla quindi php, jsp, Ruby, Perl, eccetera.